# Liste der Nummer-eins-Country-Alben in den USA (1978)
Dies ist eine Liste der Nummer-eins-Alben in den von Billboard ermittelten Verkaufscharts für Country-Alben in den USA im Jahr 1978. In diesem Jahr gab es acht Nummer-eins-Alben.

| ← 1977 ← | Liste der Nummer-eins-Country-Alben in den USA | Liste der Nummer-eins-Country-Alben in den USA | Liste der Nummer-eins-Country-Alben in den USA | 1979 →                    |
| \| Zeitraum \| Wo. ges. \| Interpret \| Titel \| Zusätzliche Informationen \| \| (Zeitraum, Wochen auf Platz eins, Interpret, Titel, zusätzliche Informationen) \| \| \| \| \| \| ------------------------------------------------------------------------------ \| -------- \| ------------------------------- \| ------------------------------- \| ------------------------- \| \| 31. Dezember 1977 – 24. Februar 1978 8 Wochen (insgesamt 9) \| 9 \| Dolly Parton \| Here You Come Again[1] \| - \| \| 25. Februar 1978 – 14. April 1978 7 Wochen (insgesamt 7) \| 7 \| Waylon Jennings & Willie Nelson \| Waylon & Willie[2] \| - \| \| 15. April 1978 – 28. April 1978 2 Wochen (insgesamt 2) \| 2 \| Kenny Rogers \| Ten Years of Gold[3] \| - \| \| 29. April 1978 – 19. Mai 1978 3 Wochen (insgesamt 10) \| 10 \| Waylon Jennings & Willie Nelson \| Waylon & Willie \| - \| \| 20. Mai 1978 – 2. Juni 1978 2 Wochen (insgesamt 2) \| 2 \| Kenny Rogers & Dottie West \| Every Time Two Fools Collide[4] \| - \| \| 3. Juni 1978 – 9. Juni 1978 1 Woche (insgesamt 11) \| 11 \| Waylon Jennings & Willie Nelson \| Waylon & Willie \| - \| \| 10. Juni 1978 – 25. August 1978 11 Wochen (insgesamt 11) \| 11 \| Willie Nelson \| Stardust[5] \| - \| \| 26. August 1978 – 8. September 1978 2 Wochen (insgesamt 2) \| 2 \| Kenny Rogers \| Love or Something Like It[6] \| - \| \| 9. September 1978 – 10. November 1978 9 Wochen (insgesamt 9) \| 9 \| Dolly Parton \| Heartbreaker[7] \| - \| \| 11. November 1978 – 29. Dezember 1978 7 Wochen (insgesamt 7) \| 7 \| Waylon Jennings \| I’ve Always Been Crazy[8] \| - \| |                                                |                                                |                                                |                           |
| ← 1977 |                                                |                                                |                                                | → 1979 →                  |
| Zeitraum | Wo. ges.                                       | Interpret                                      | Titel                                          | Zusätzliche Informationen |
| (Zeitraum, Wochen auf Platz eins, Interpret, Titel, zusätzliche Informationen) |                                                |                                                |                                                |                           |
| 31. Dezember 1977 – 24. Februar 1978 8 Wochen (insgesamt 9) | 9                                              | Dolly Parton                                   | Here You Come Again                            | -                         |
| 25. Februar 1978 – 14. April 1978 7 Wochen (insgesamt 7) | 7                                              | Waylon Jennings & Willie Nelson                | Waylon & Willie                                | -                         |
| 15. April 1978 – 28. April 1978 2 Wochen (insgesamt 2) | 2                                              | Kenny Rogers                                   | Ten Years of Gold                              | -                         |
| 29. April 1978 – 19. Mai 1978 3 Wochen (insgesamt 10) | 10                                             | Waylon Jennings & Willie Nelson                | Waylon & Willie                                | -                         |
| 20. Mai 1978 – 2. Juni 1978 2 Wochen (insgesamt 2) | 2                                              | Kenny Rogers & Dottie West                     | Every Time Two Fools Collide                   | -                         |
| 3. Juni 1978 – 9. Juni 1978 1 Woche (insgesamt 11) | 11                                             | Waylon Jennings & Willie Nelson                | Waylon & Willie                                | -                         |
| 10. Juni 1978 – 25. August 1978 11 Wochen (insgesamt 11) | 11                                             | Willie Nelson                                  | Stardust                                       | -                         |
| 26. August 1978 – 8. September 1978 2 Wochen (insgesamt 2) | 2                                              | Kenny Rogers                                   | Love or Something Like It                      | -                         |
| 9. September 1978 – 10. November 1978 9 Wochen (insgesamt 9) | 9                                              | Dolly Parton                                   | Heartbreaker                                   | -                         |
| 11. November 1978 – 29. Dezember 1978 7 Wochen (insgesamt 7) | 7                                              | Waylon Jennings                                | I’ve Always Been Crazy                         | -                         |